# 2018年至2019年德国足球地区联赛
2018年至2019年德国足球地区联赛（德語：Fußball-Regionalliga 2018/19）是德国足球地区联赛作为德国第四级赛事的第十一个赛季，也是改革为五轨赛制后的第七个赛季。自2018-19赛季起，将有4支球队升入德丙联赛。在该赛季中，来自西南、东北和西部地区联赛的冠军都可直接升级。来自巴伐利亚和北部地区联赛的冠军则需参加两场主客場制的升级资格赛，以确定第四个升级名额。

## 地区联赛
- 由巴伐利亚足球协会辖下18支球队参加的2018年至2019年巴伐利亚地区联赛
- 由德国北部足球协会辖下18支球队参加的2018年至2019年北部地区联赛
- 由德国东北足球协会辖下18支球队参加的2018年至2019年东北地区联赛
- 由德国西南足球地区协会及德国南部足球协会（巴伐利亚足协除外）辖下18支球队参加的2018年至2019年西南地区联赛
- 由德国西部足球协会辖下18支球队参加的2018年至2019年西部地区联赛

## 升级资格赛
德丙升级资格赛由巴伐利亚地区联赛的冠军和北部地区联赛的冠军参加。主客場制两回合资格赛的胜者可升入2019年至2020年德国足球丙级联赛。如果球队放弃参赛，或者没有任何球队能够通过地区联赛的竞技成绩入围，则升级名额将通过抽签产生。
以下球队通过竞技排名取得了参加升级附加赛的资格：
- 巴伐利亚地区联赛冠军：拜仁慕尼黑二队
- 北部地区联赛冠军：沃尔夫斯堡二队

主客场制的先后顺序抽签于2019年4月27日完成。首回合比赛于2019年5月22日举行，次回合则于四日后，即5月26日举行。
| 第一隊         | 總比數 | 第二隊         | 首回合    | 次回合    |
| -------------- | ------ | -------------- | --------- | --------- |
| 沃尔夫斯堡二队 | 4:5    | 拜仁慕尼黑二队 | 3:1 (3:1) | 1:4 (1:2) |